# Gilles Pécout
Gilles Pécout (Marsiglia, 2 dicembre 1961) è uno storico e diplomatico francese.

## Biografia
Si è laureato all'École normale supérieure di Parigi, presso la quale è stato anche professore e direttore del Dipartimento di Storia.
Ha iniziato le sue ricerche sulle forme di politicizzazione nell'Italia centrale del XIX secolo sotto la direzione di Maurice Agulhon, che ha avuto una forte influenza sul suo approccio ai fatti storici. Nel 1990 è entrato a far parte dell'École française de Rome, dove ha proseguito il suo lavoro sull'affermazione del socialismo nei comuni rurali intorno a Firenze, in Toscana, alla fine del XIX secolo. Nel 1992 ha difeso la sua tesi di dottorato, diretta da Pierre Milza, dal titolo L'entrée en politique des campagnes toscanes de l'Unité au début du vingtième siècle : essai de reconstitution du processus de politisation du monde paysan dans la province de Florence, 1859-1912.
Detiene la cattedra di Storia politica e culturale dell'Italia e dell'Europa mediterranea del XIX secolo presso la Sorbona.
È noto al grande pubblico italiano grazie alla sua partecipazione nelle trasmissioni televisive RAI3 Il tempo e la storia e nel successore Passato e presente, di cui è anche membro del Comitato scientifico. Fino al 2022 è stato membro del Consiglio scientifico dell'Istituto Treccani per il settore della Storia contemporanea.
Il 3 giugno 2014, Gilles Pécout è stato nominato rettore dell'Accademia di Nancy-Metz. Il 15 settembre 2016 è stato nominato rettore della Regione accademica Île-de-France e rettore dell'Accademia di Parigi. Nel settembre 2020 viene nominato Ambasciatore di Francia in Austria. Dal 18 aprile 2024 è direttore della Biblioteca nazionale di Francia.

## Opere
- Il lungo Risorgimento. La nascita dell'Italia contemporanea (1770-1922)  (Naissance de l'Italie contemporaine, 1770-1922), Bruno Mondadori, 2011, ISBN 9788861596153
- (FR)  Curatore: Penser les frontières de l'Europe du XIXe au XXIe siècle, PUF, 2004
- (FR)  Atlas de l'histoire de France, Autrement, 2007
- Gilles Pécout e Pier Luigi Ballini (a cura di), Scuola e nazione in Italia e in Francia nell'Ottocento: modelli, pratiche, eredità: nuovi percorsi di ricerca comparata, Istituto veneto di scienze,lettere ed arti, 2007, ISBN 978-88-88143-89-7.
- (FR)  Grand Atlas de l'Histoire de France, sotto la direzione di Jean Boutier, con Olivier Guyotjeannin, Autrement, 2011